# مقاطعة يمكان
يمكان (بالبشتوية: يمگان)‏، (بالإنجليزية: Yamgan)‏، واحدة من مقاطعات ولاية بدخشان في شمال شرق أفغانستان، يبلغ عدد سكانها ما يقرب من 20,000 شخص.